# Dwergpoederdonsklauwier
De dwergpoederdonsklauwier (Dryoscopus pringlii) is een zangvogel uit de familie Malaconotidae (bosklauwieren).

## Verspreiding en leefgebied
Deze soort komt voor in zuidelijk Ethiopië, Somalië, Kenia en noordoostelijk Tanzania.

## Status
De grootte van de populatie is niet gekwantificeerd maar de soort wordt omschreven als plaatselijk en schaars. Op de Rode lijst van de IUCN heeft deze soort de status niet bedreigd.